# Eucephalacris kuiru
Eucephalacris kuiru är en insektsart som beskrevs av Marius Descamps 1976. Eucephalacris kuiru ingår i släktet Eucephalacris och familjen gräshoppor. Inga underarter finns listade i Catalogue of Life.